# Puente Khaju
El puente [de] Khaju (en persa: پل خواجو‎ Pol-e Khāju), también puente Baba Roknoddin, es un puente urbano de arcos múltiples y dos pisos construido en el siglo XVII en la ciudad de Isfahán, Irán, que ha sido descrito como el mejor de la provincia.
Es uno de los puentes más famosos —junto con el Si-o-se Pol—de la ciudad de Isfahán, que tiene más de treinta, y uno de sus puntos de referencia. El mausoleo de Arthur Pope y de su esposa Phyllis Ackerman se encuentra cerca. 

## Historia
El puente fue construido por el rey persa de la dinastía safávida shah Abbas II alrededor de 1650, sobre los cimientos de un puente viejo de la época timúrida. Se concibió tanto como puente como de represa (o aliviadero), y atraviesa el río Zayandeh uniendo el barrio de Khaju, del que toma el nombre, en la orilla norte, con el barrio Zoroástrico. Aunque funcionalmente sirve como puente y aliviadero, también cumple una función primordial como edificio y lugar de reuniones públicas. Originalmente estaba decorado con artísticos azulejos y pinturas, y sirvió como casa de té. En el centro del puente hay un pabellón en el que el shh Abbas podía, una vez sentado, admirar la vista. En la actualidad, todo lo que queda de la silla del rey son los restos de un asiento de piedra.
Este puente es uno de los mejores ejemplos de la arquitectura persa a la altura de la influencia cultural safávida en Irán. En palabras del arqueólogo Upham Pope y de Jean Chardin, el puente Khaju es «el monumento culminante de la arquitectura de puentes persa y uno de los puentes más interesantes existentes... donde el conjunto tiene ritmo y dignidad y combina en una feliz coherencia, utilidad, belleza y recreación».
El puente fue mencionado por numerosos viajeros, como el viajero y naturalista alemán Engelbert Kaempfer que lo describió después de su estancia en Isfahán en 1684-1685. También lo menciona George Curzon, virrey de la India y Secretario de Estado de Asuntos Exteriores británico que lo considera en 1892 «el puente más hermoso en el mundo».

## Características del puente
El puente Khaju, hecho de ladrillo y piedra, tiene 24 arcos, con 21 grandes canales de entrada y salida y 26 más pequeños. Tiene  126,5 metros de longitud y 11,7 m de anchura, aunque la vía que cruza el puente tiene solamente 7,5 m de anchura. Las piezas de piedra utilizadas en este puente tienen más de 2 m de largo y la distancia entre cada canal y la base del techo es de 21 m. Las inscripciones existentes sugieren que el puente fue reparado en 1873.
Khaju es uno de los puentes que regulan el flujo de agua en el río porque tiene compuertas bajo los arcos sobre el río. Cuando las compuertas están cerradas, el nivel de agua detrás del puente se puede elevar hasta  2,0 m para facilitar el riego de los muchos jardines que se encuentran aguas arriba a lo largo del río.
En el nivel superior del puente, la parte central era utilizada por los caballos y los carros y las vías laterales cubiertas con bóvedas por los peatones. En el centro del puente, a ambos lados, hay dos pabellones octogonales que disfrutan de vistas notables sobre el río. Hoy día es un puente peatonal y los paseantes pueden acceder al nivel inferior del puente que permanece como un popular lugar sombreado para relajarse.
Los arquitectos urbanistas iraníes, sin embargo, han manifestado su consternación por las reformas recientes y modernas que han tenido lugar en el Khaju.

## Galería de imágenes

Vistas del puente
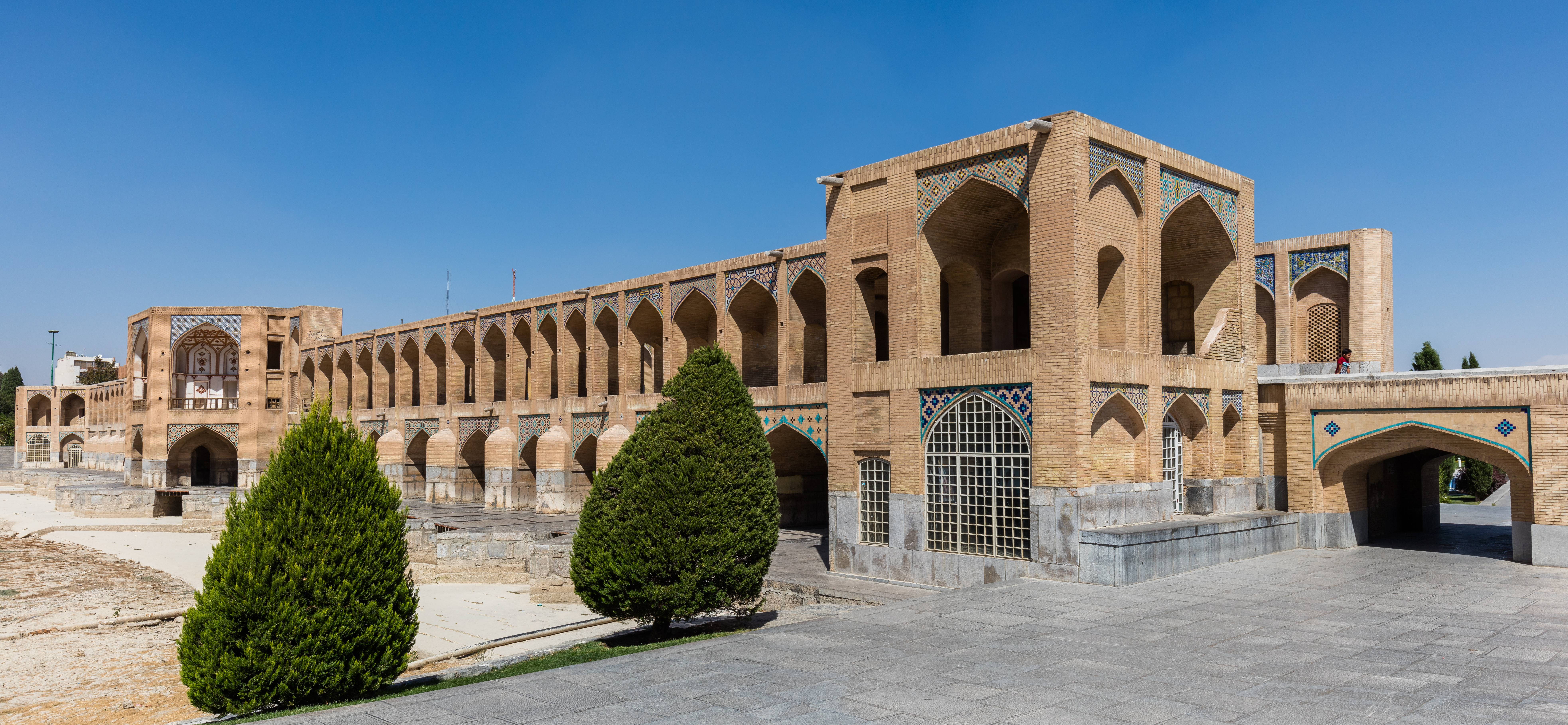
El puente Khaju
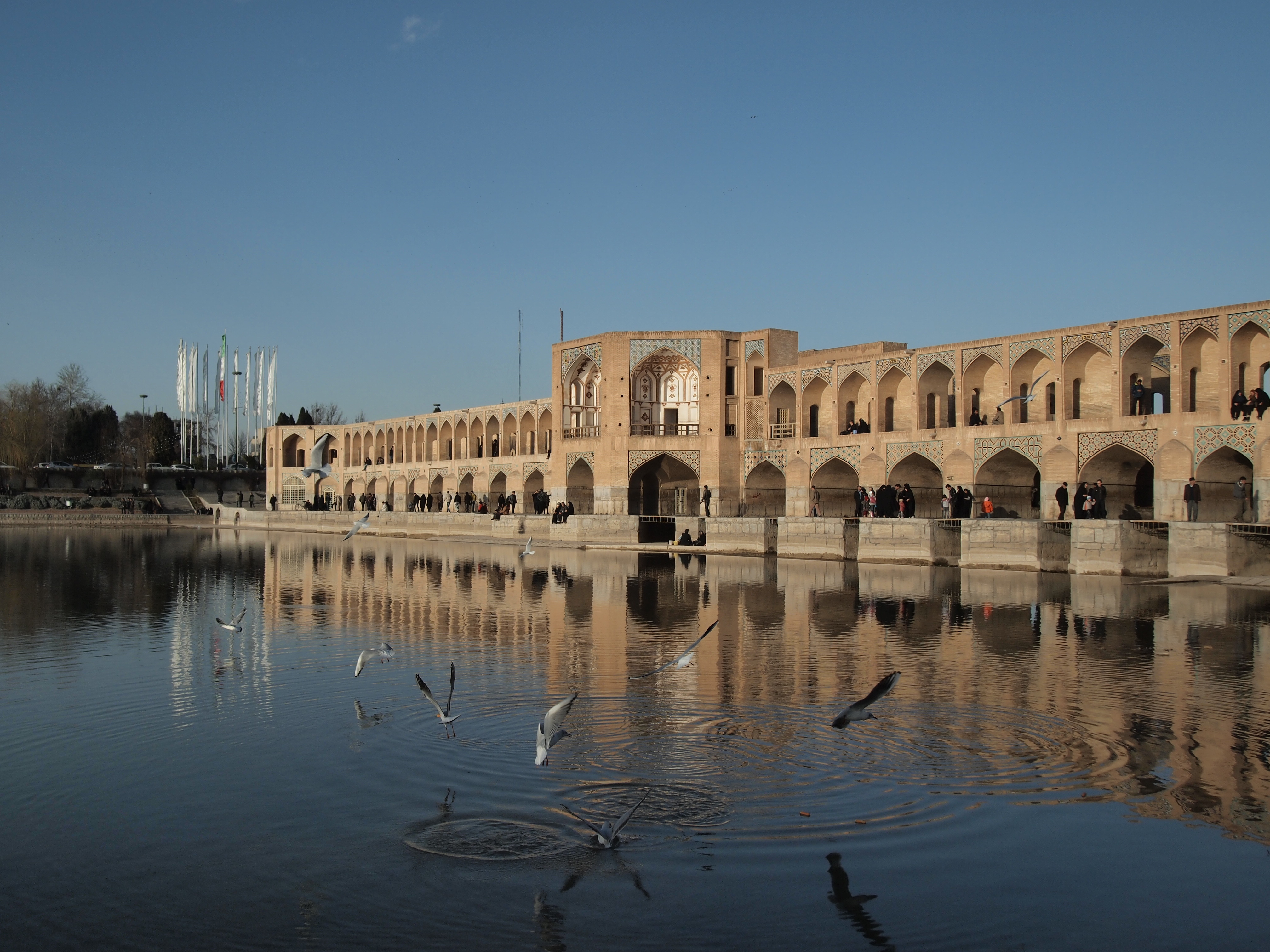
El lado opuesto del puente
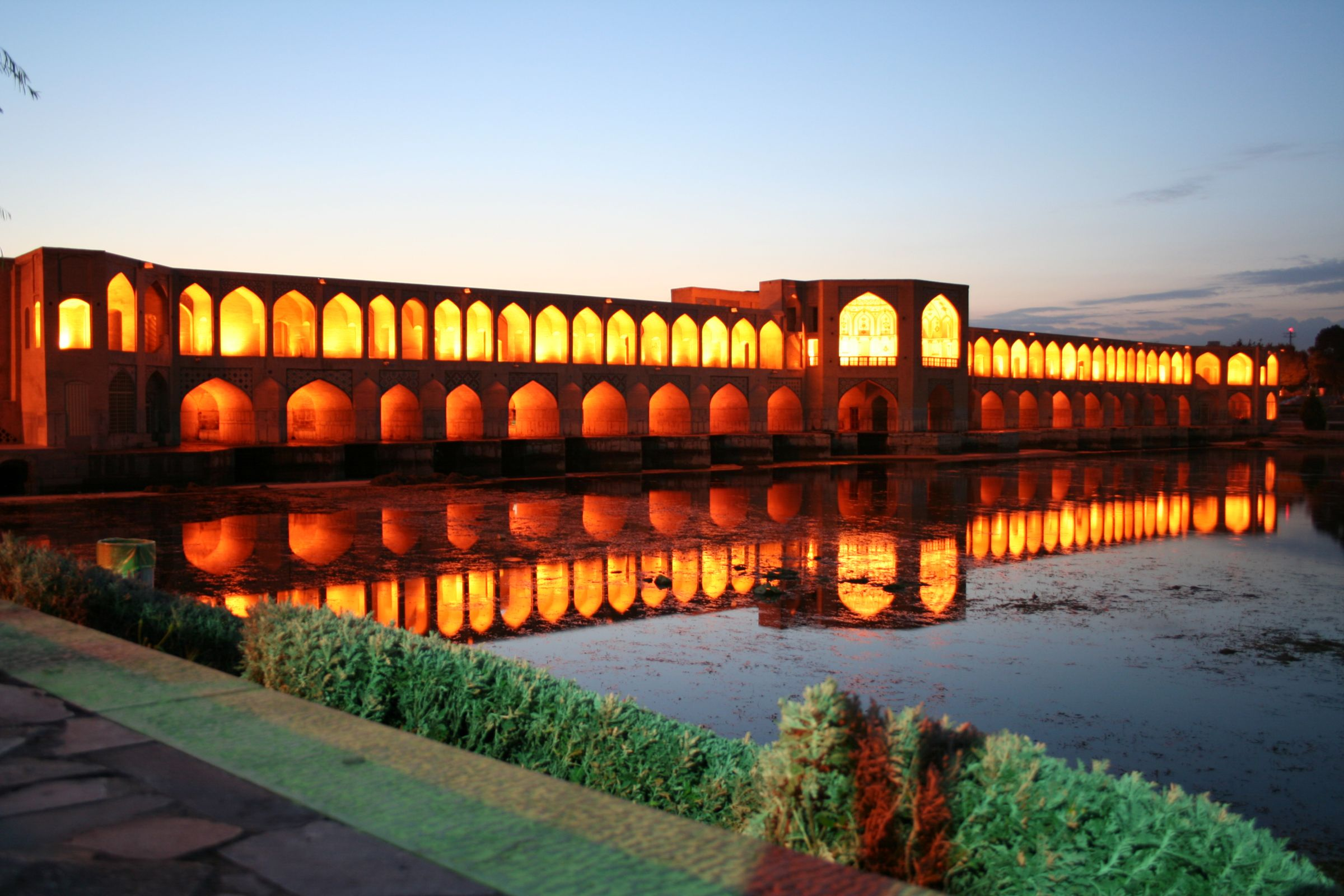
El puente al atardecer
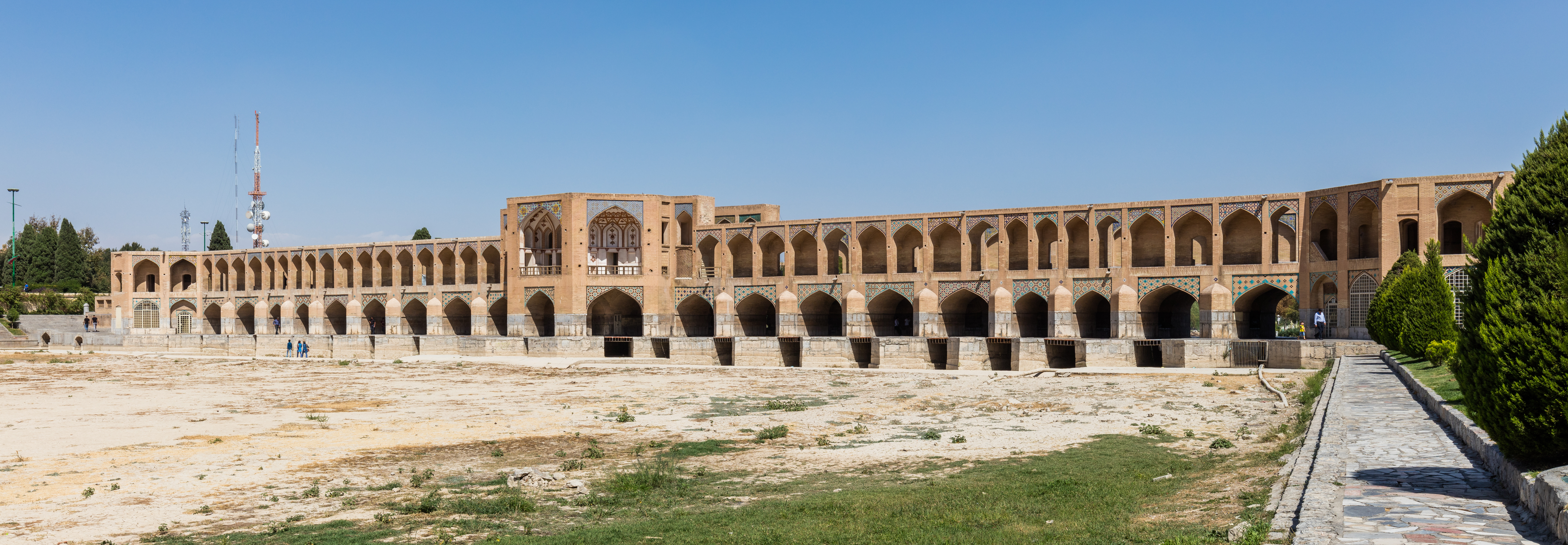
Aspecto del puente en verano
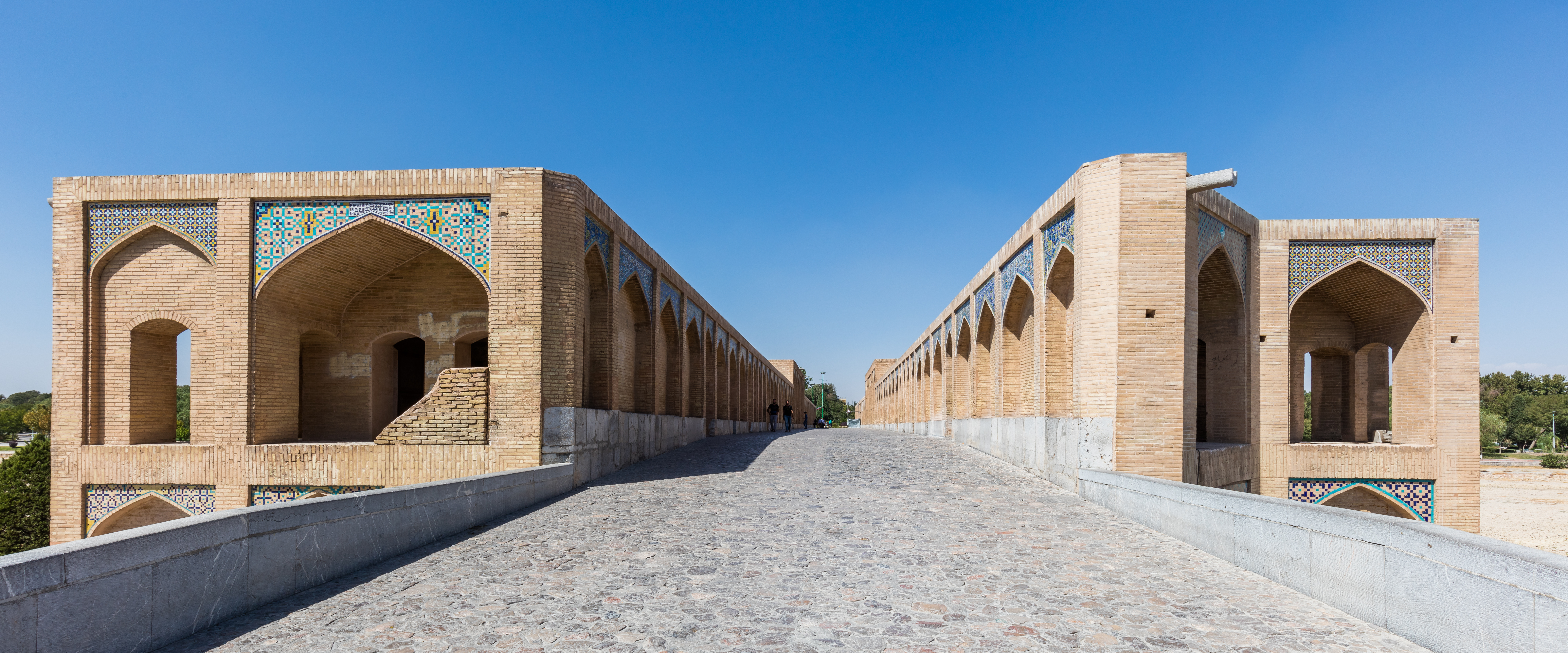
Vista del interior
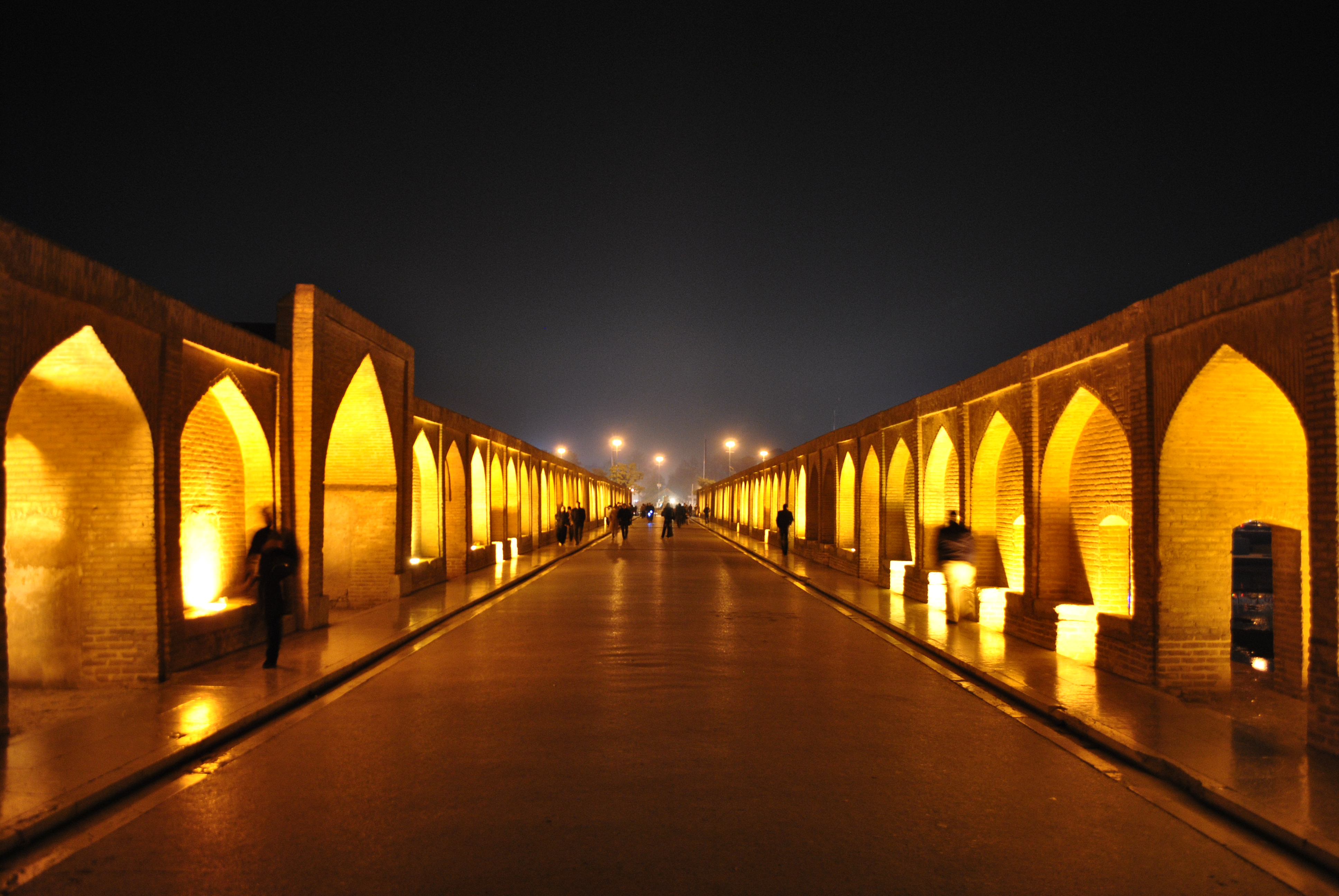
Vista nocturna de la calle interior

Detalles del puente
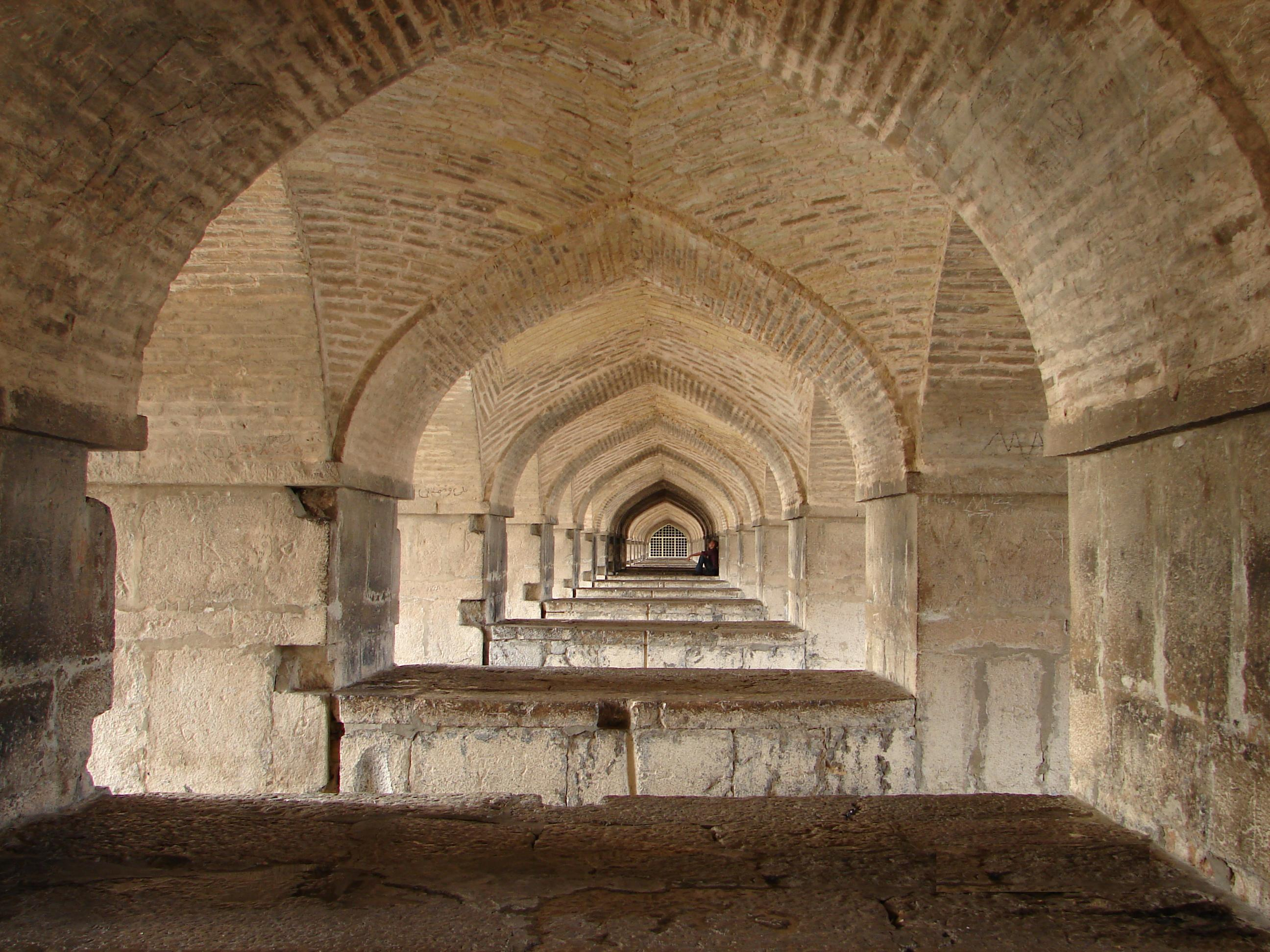
Arcos bajo el puente
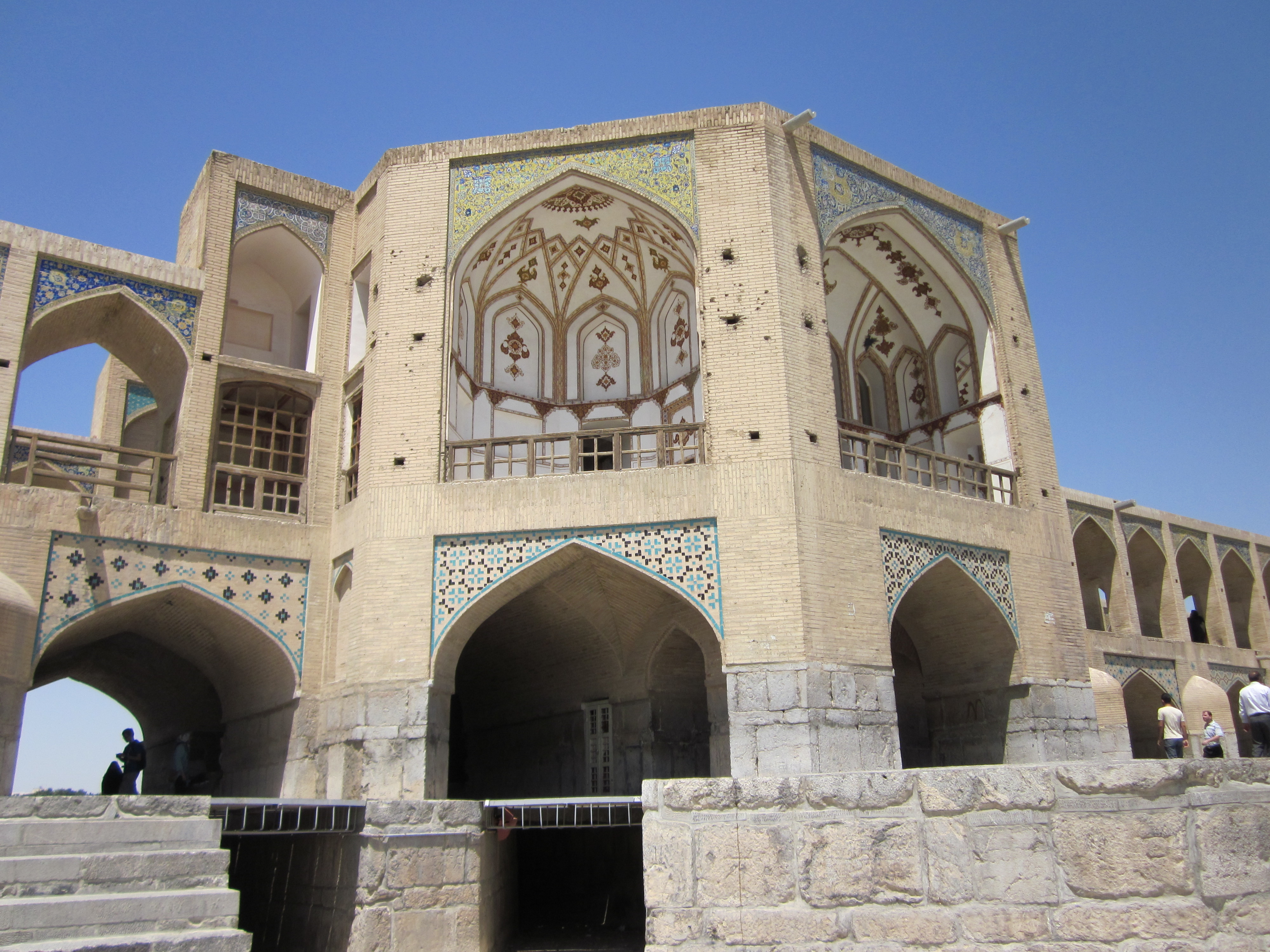
Pabellón central
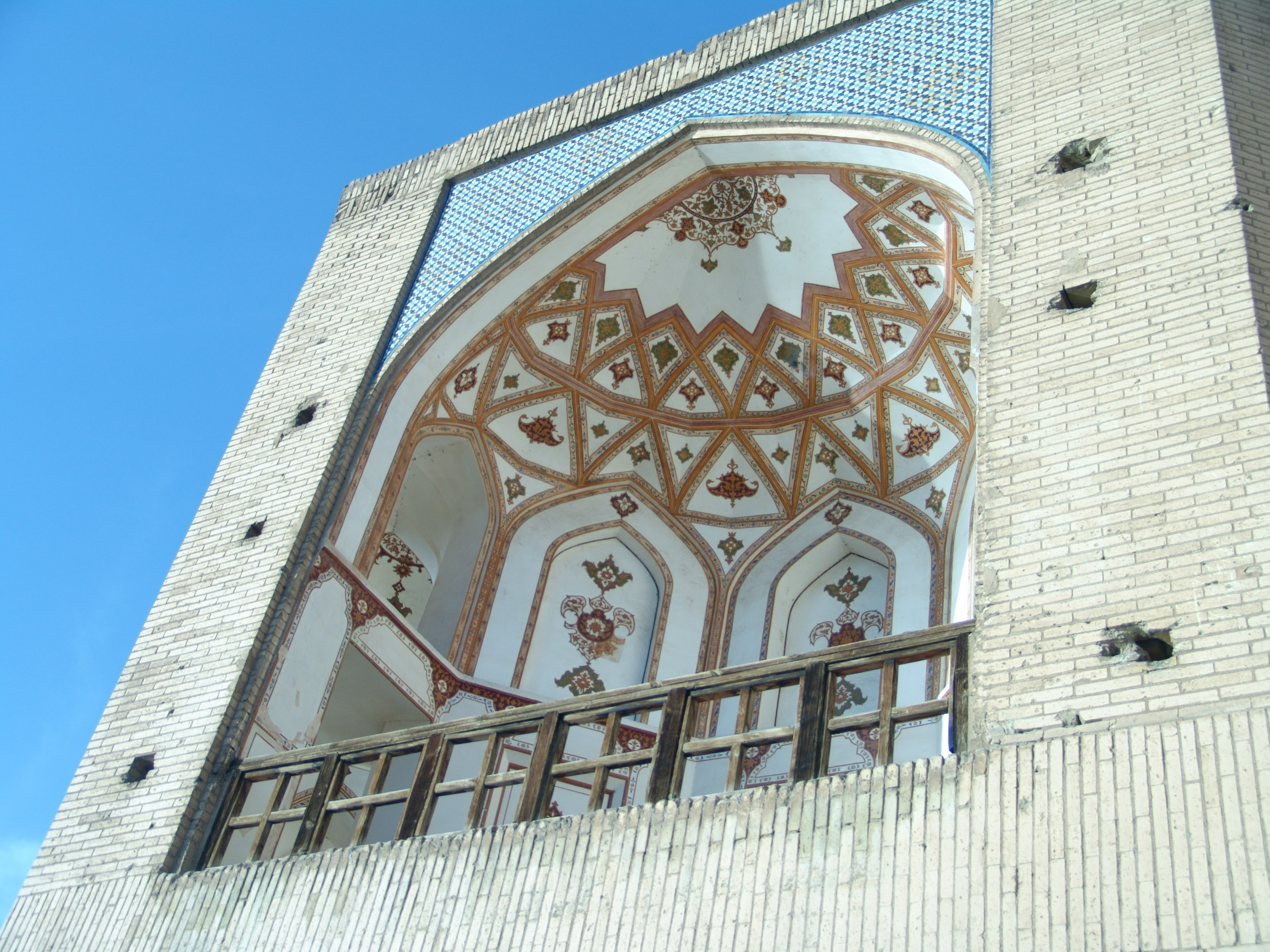
Detalle del arco del pabellón
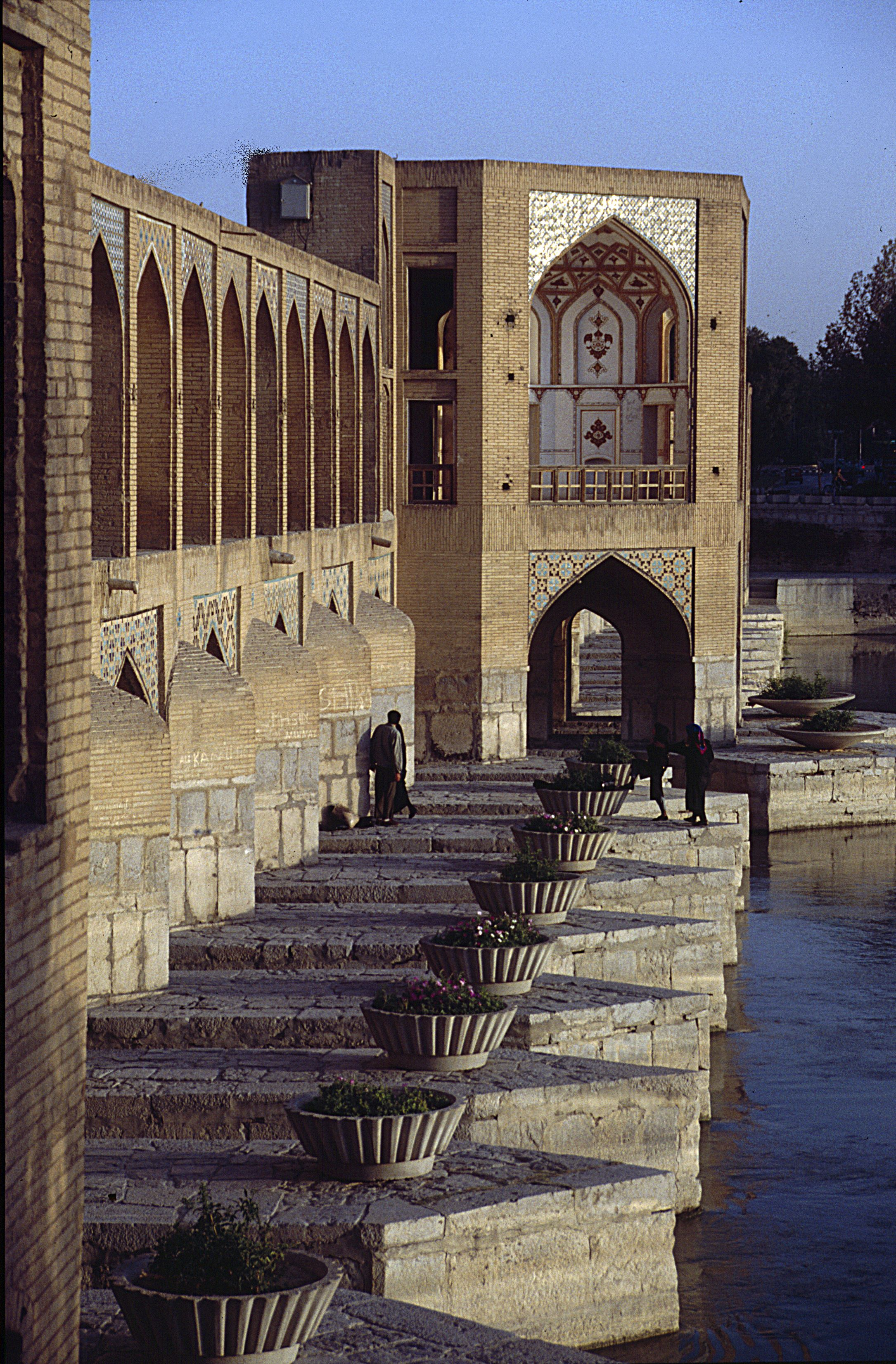
Tajamares del puente
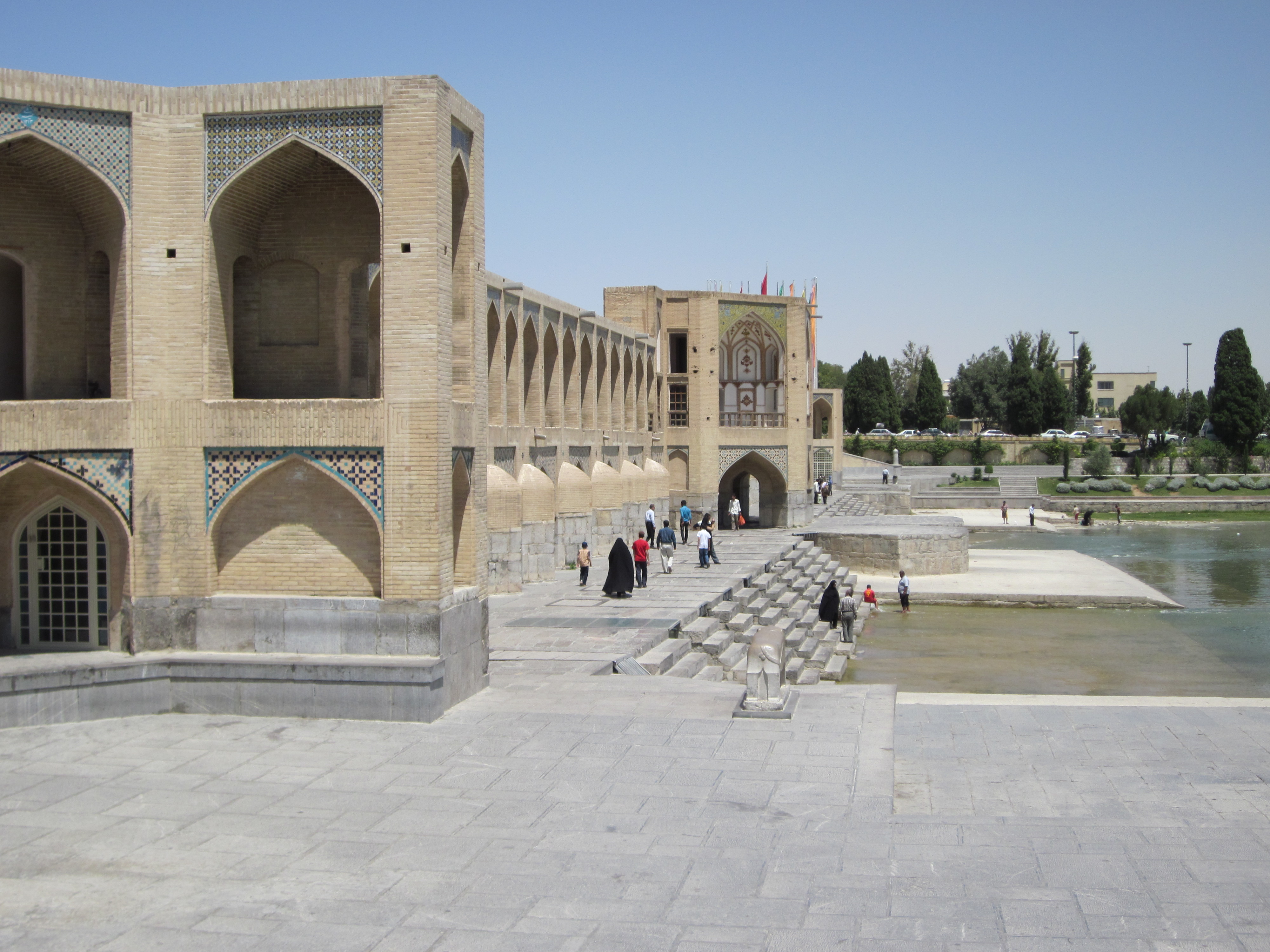
Graderio del puente
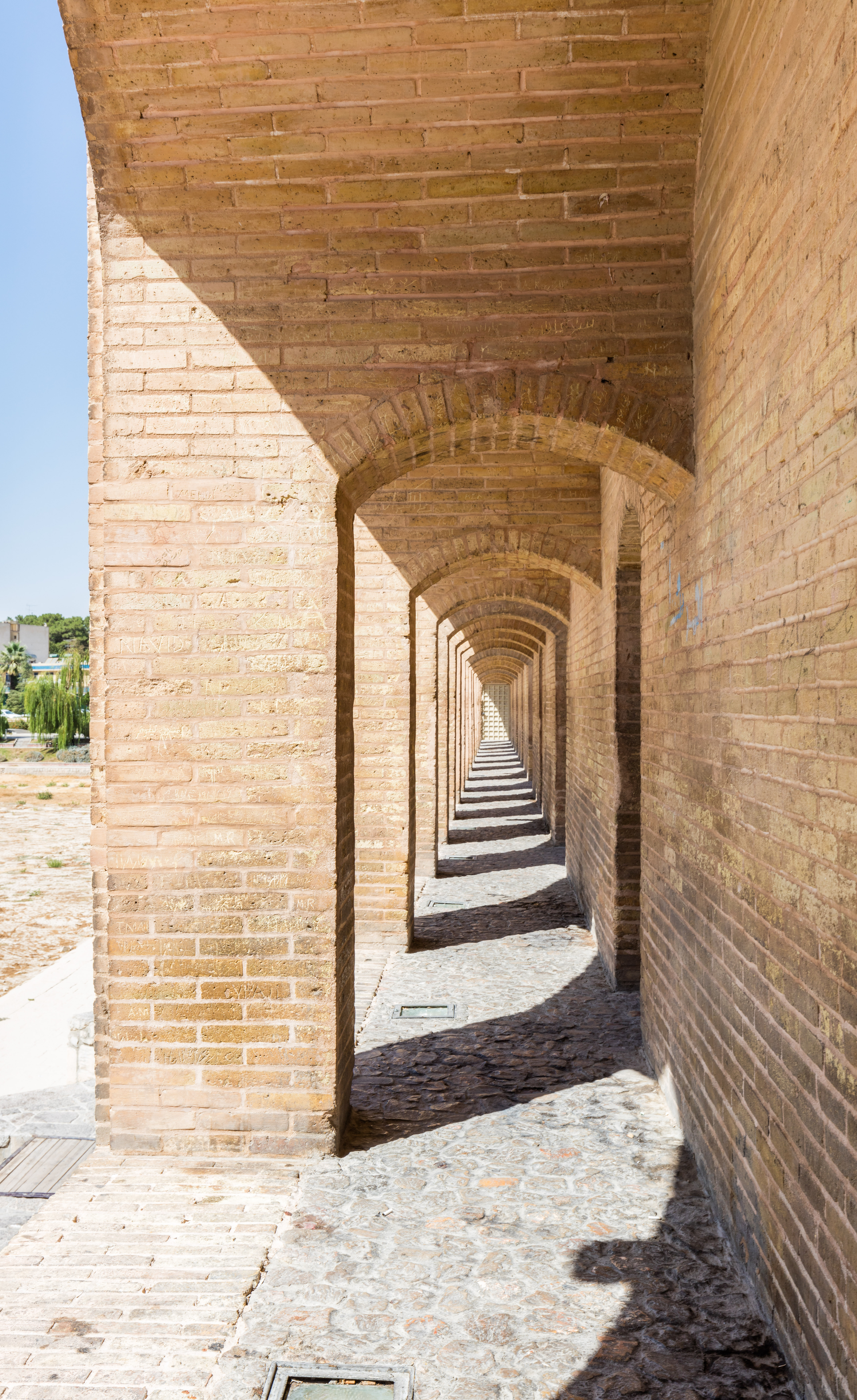
Arcos

Grabados históricos del puente
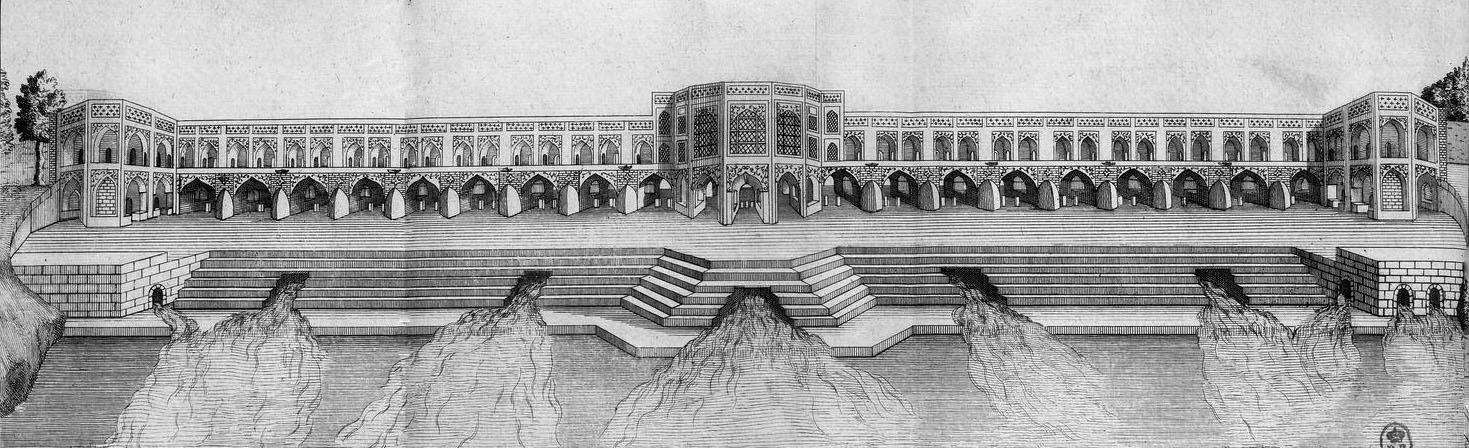
Voyages de Mr. Le Chevalier Chardin en Perse et autres lieux de l'Orient (1670)
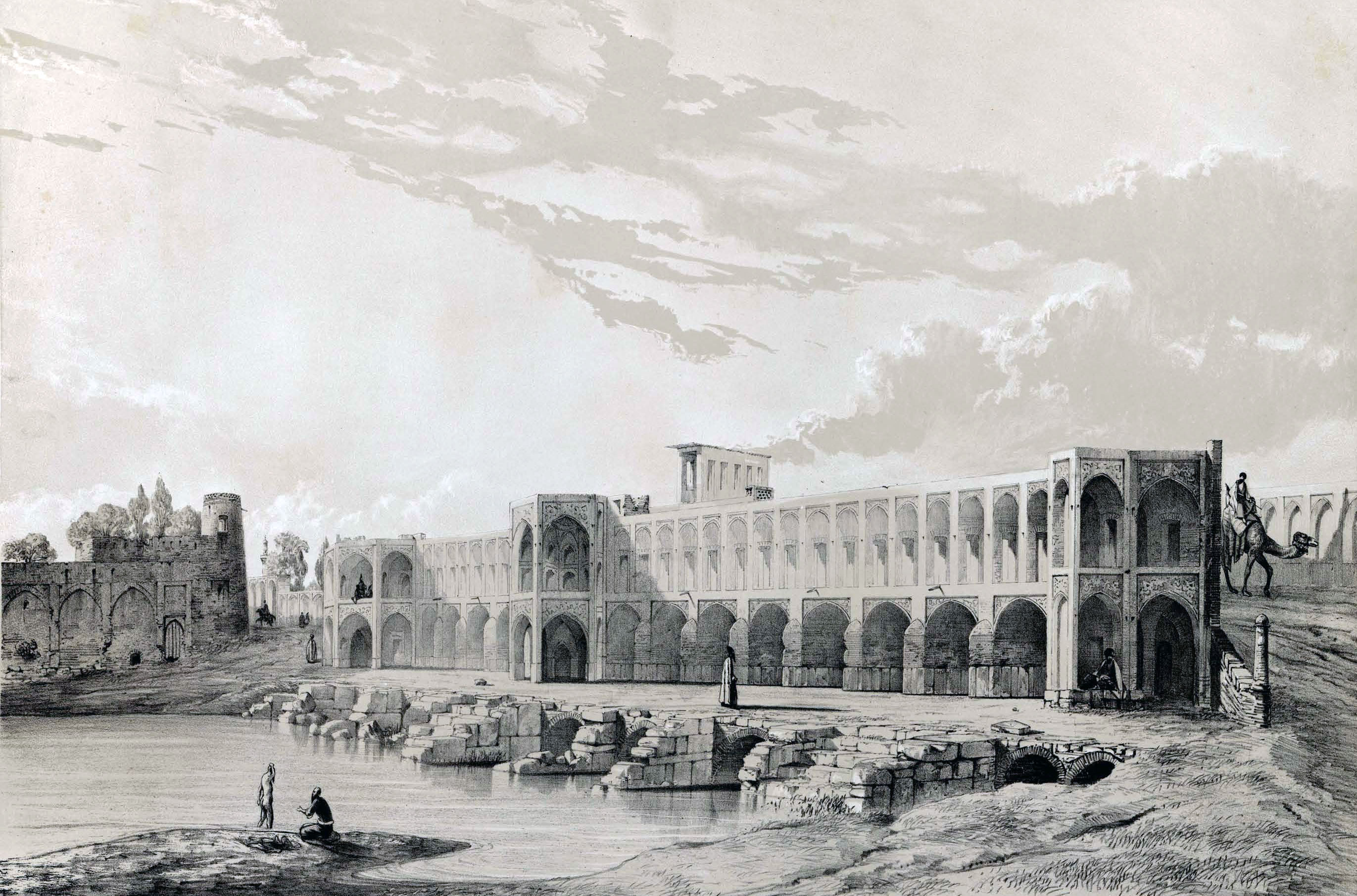
Voyage en Perse, avec Flandin , éd. Gide et Baudry, 1851
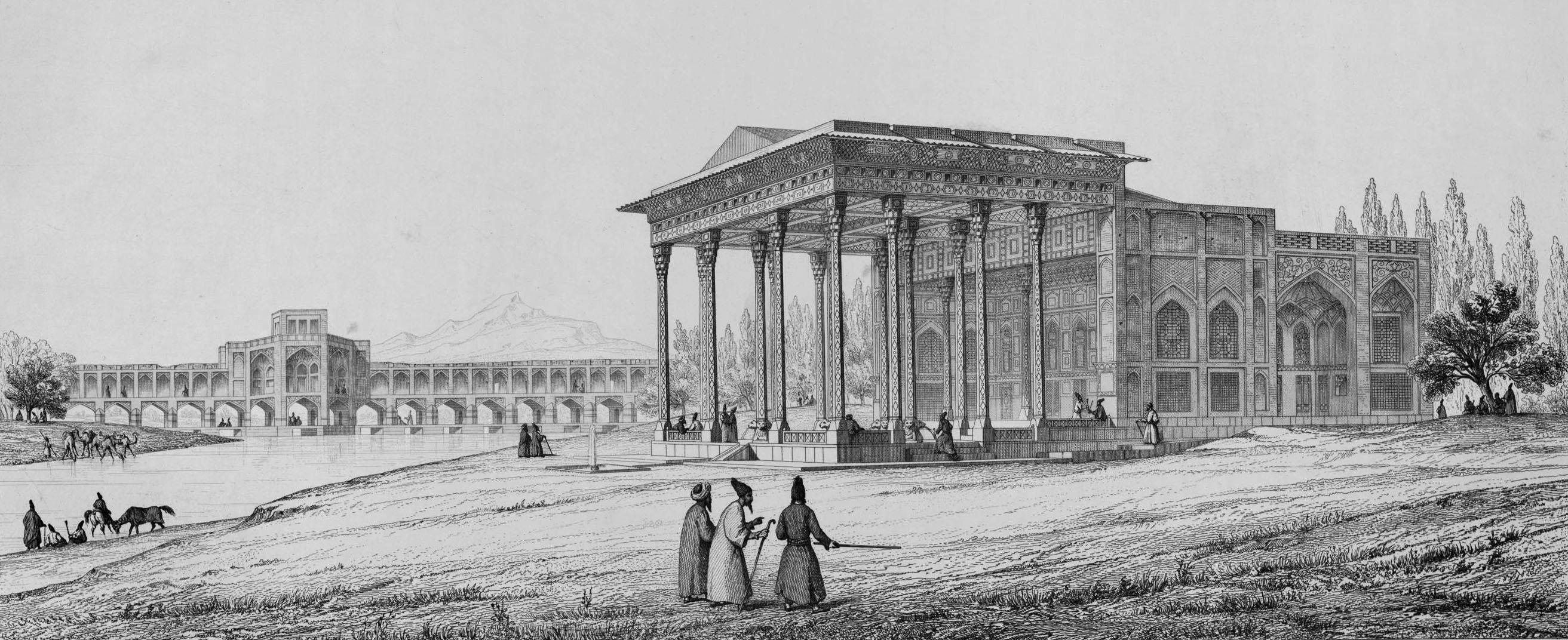
[Pabellón de Aynehkhaneh en primer término, y detrás, el puente Khaju], Monuments modernes de la Perse mesurés, dessinés et décrits, éd. Morel, 1867

Planos del puente
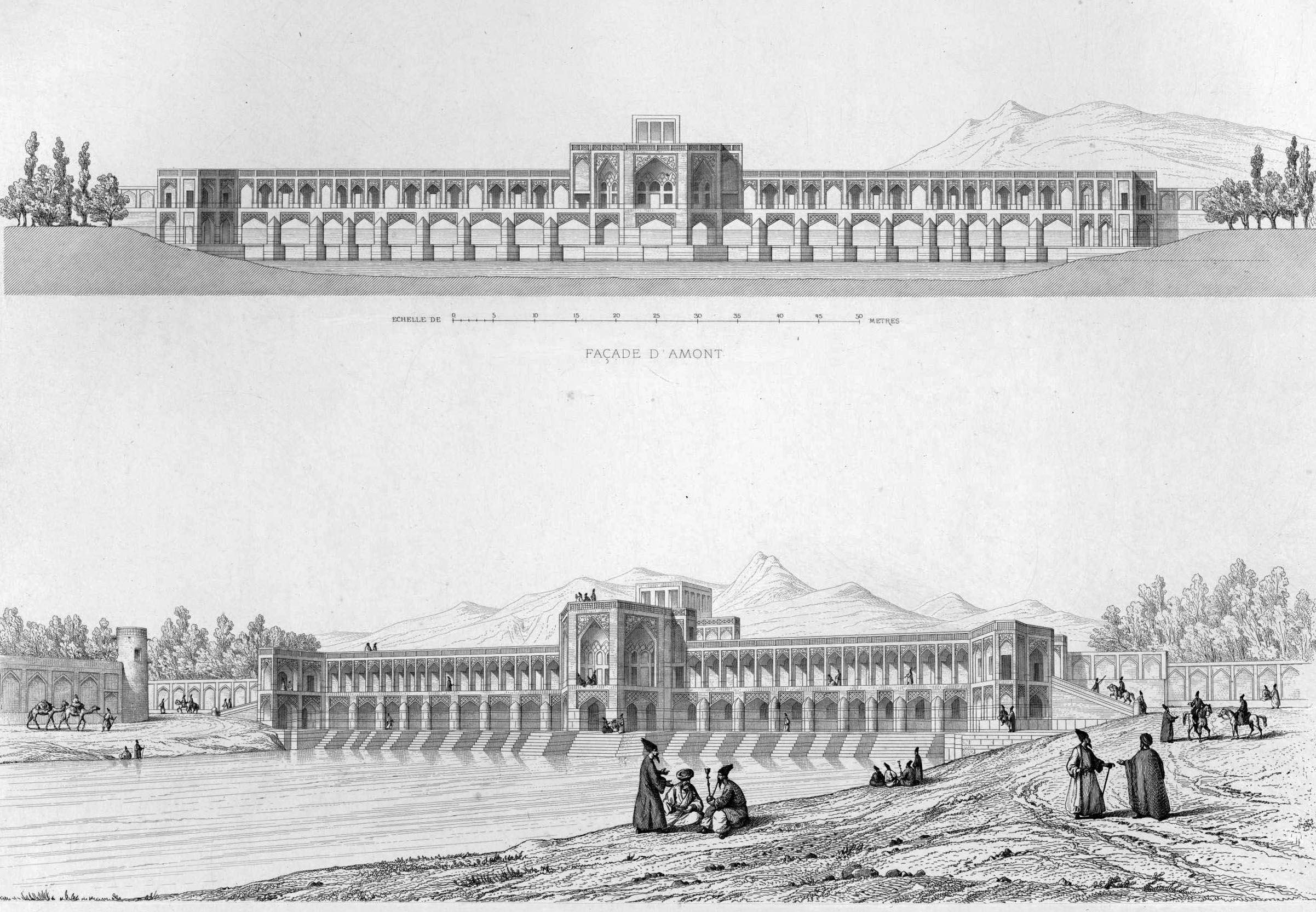
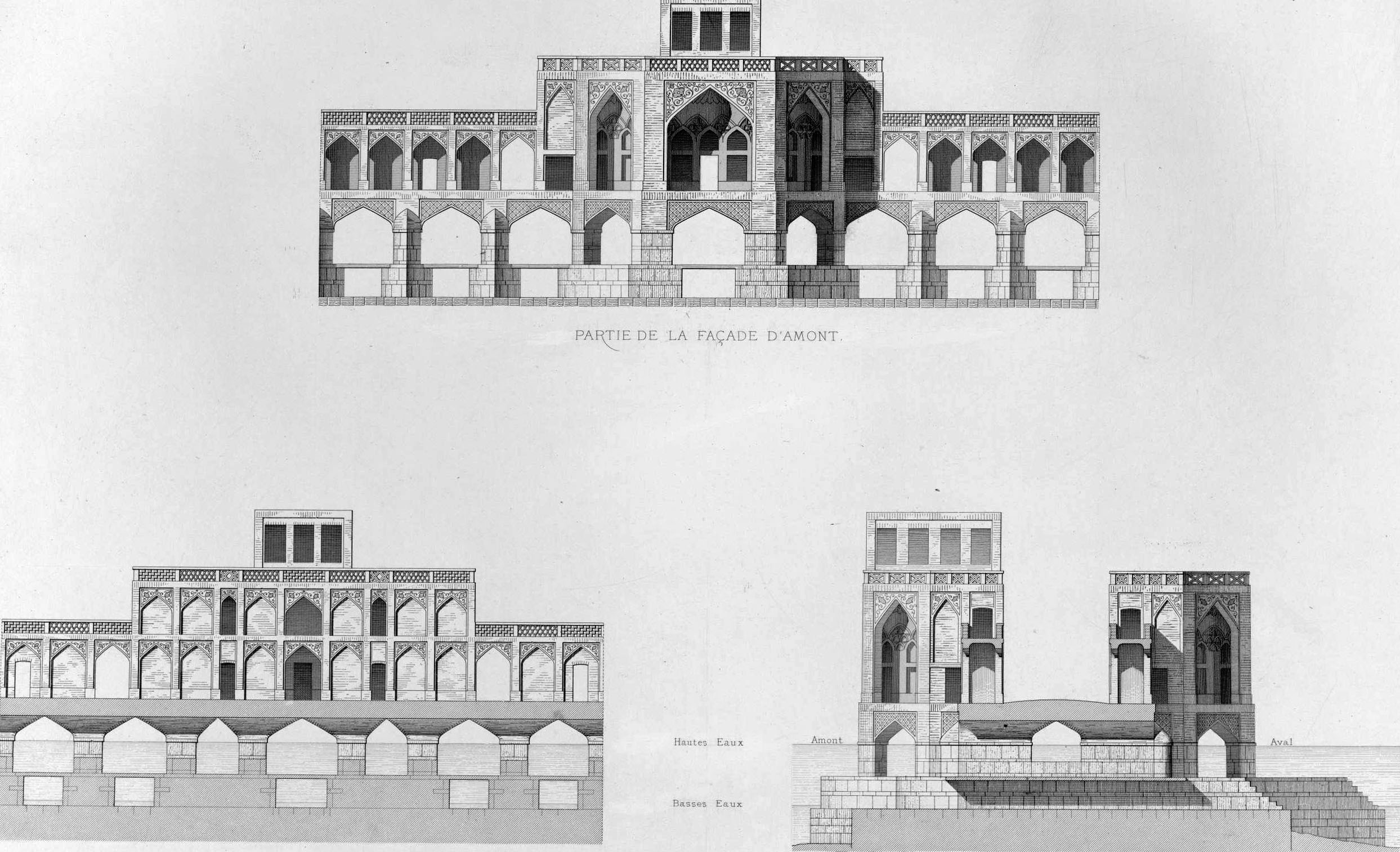
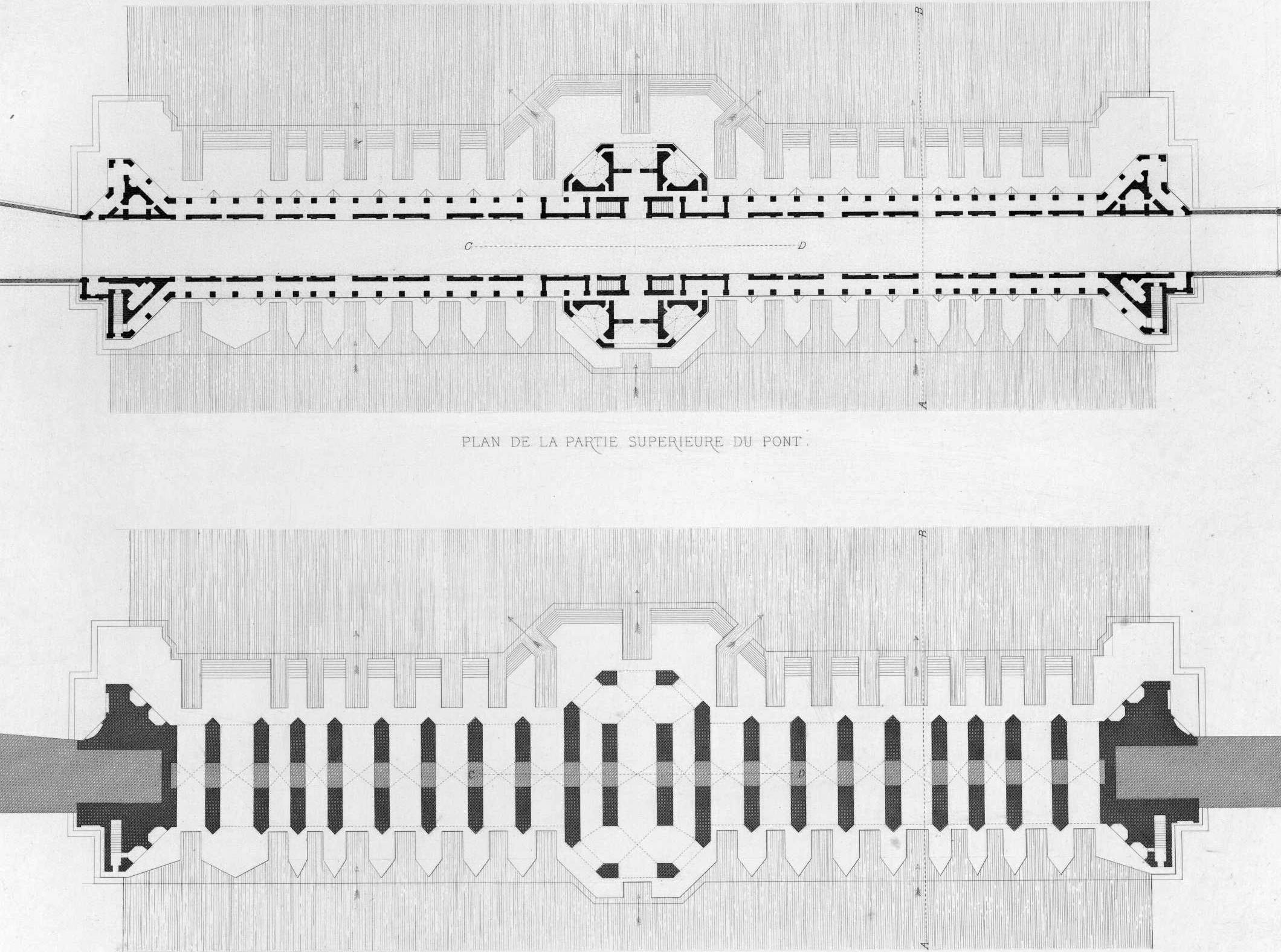